# Бел-Риџ (Мисури)
Бел-Риџ (енгл. Bel-Ridge) град је у америчкој савезној држави Мисури.

## Демографија
По попису из 2010. године број становника је 2.737, што је 345 (-11,2%) становника мање него 2000. године.
| Група             | 2000.         | 2010.         |
| Белци             | 530 (17,2%)   | 381 (13,9%)   |
| Афроамериканци    | 2.455 (79,7%) | 2.275 (83,1%) |
| Азијати           | 12 (0,4%)     | 10 (0,4%)     |
| Хиспаноамериканци | 36 (1,2%)     | 35 (1,3%)     |
| Укупно            | 3.082         | 2.737         |